# Покровка (Черниговская область)
Покровка (укр. Покрівка) — село в Прилукском районе Черниговской области Украины. Население — 111 человек. Занимает площадь 0,747 км².
Код КОАТУУ: 7424185503. Почтовый индекс: 17572. Телефонный код: +380 4637.

## География
Расстояние до районного центра: Прилуки: (20 км).
Расстояние до областного центра: Чернигов (119 км).
Расстояние до столицы: Киев (114 км).
Расстояния до аэропортов: Борисполь (89 км).
Ближайшие населённые пункты: Новая Тернавщина и Нетяжино (3 км), Рудовка (4 км).

## Власть
Орган местного самоуправления — Нетяжинский сельский совет. Почтовый адрес: 17572, Черниговская обл., Прилукский р-н, с. Нетяжино, ул. Победы, 13.